# لويس هارت ويلد
لويس هارت ويلد (بالإنجليزية: Lewis Hart Weld)‏ هو عالم حشرات وعالم حيوانات أمريكي، ولد في 1875، وتوفي في 1964.